# Niendorf a. d. St.
Niendorf a. d. St. oder Niendorf/Stecknitz ist eine Gemeinde im Kreis Herzogtum Lauenburg in Schleswig-Holstein. Sie gehört zum Amt Breitenfelde.

## Geschichte
Das Dorf wurde im Isfriedschen Teilungsvertrag von 1194 zum ersten Mal urkundlich erwähnt. Niendorf war lange Herrensitz, oberster Landesherr aber die Hansestadt Lübeck. Durch den Vergleich von 1747 in Hannover fiel der Ort an das Herzogtum Lauenburg. Gutsherren waren die Scharpenbergs (im Mittelalter und erneut um 1640), die Freiherren von Albedyll und zuletzt Maximilian Theodor Metzener, der das Gut 1928 an den Kreis verkaufte. 1928 kam es auch zur Vereinigung der Landgemeinde mit dem Gutsbezirk. 1993 gewann der Ort den Titel „Schönstes Dorf des Kreises Herzogtum Lauenburg“.

## Politik

### Gemeindevertretung
Bei der Kommunalwahl am 14. Mai 2023 wurden insgesamt neun Sitze vergeben. Von diesen erhielt die Aktive Allgemeine Erste Freie Niendorfer Wählergemeinschaft sechs Sitze und Die Neue Bürgerwahlgemeinschaft Niendorf drei Sitze.

### Bürgermeister
Bürgermeister ist Rainer Droste.

### Wappen
Blasonierung: „In Rot zwei aufrecht gekreuzte silberne Schwerter. Im Winkel zwischen den Klingen ein silbernes, die durchbrochene Figur einer heraldischen Lilie aufweisendes Monogramm.“
Das Wappen ist das Familienwappen der letzten Besitzerfamilie des örtlichen Gutshofs. Die Schwerter symbolisieren, obwohl sie aus dem Wappen einer Nebenlinie der letzten bereits bürgerlichen Besitzerfamilie stammen, die selbst keine Verbindung mit dem Ort hat, die Gerichtsbarkeit, die durch eine weit zurück reichende Kette von Adelsherrschern des Gutshofs ausgeübt wurde. Eine Deutungsmöglichkeit für die Lilie ist die eines Monogramms der Anfangsbuchstaben aller Besitzerfamilie seit 1653 (von Wanken, von Erlenkamp, von Scheell, von Albedyll, von Taube, Lamprecht und Metzener).

### Flagge

Gemeindeflagge

Blasonierung: „Auf weißem, oben und unten durch einen breiten blauen Streifen begrenzten Flaggentuch das Gemeindewappen in flaggengerechter Tingierung zwischen zwei waagerechten roten Streifen von der Länge eines Drittels der Länge des Flaggentuchs.“

## Sehenswürdigkeiten
In der Liste der Kulturdenkmale in Niendorf a. d. St. stehen die in der Denkmalliste des Landes Schleswig-Holstein eingetragenen Kulturdenkmale.
- St.-Anna-Kirche (erbaut 1581 durch Volrad von Scharpenberg)
- Herrenhaus in Backstein (um 1780), an der rückwärtigen Seite Portikus mit dorischen Säulen, von 1939 bis zu seinem Tod 1973 Wohnhaus des Schriftstellers Walther von Hollander

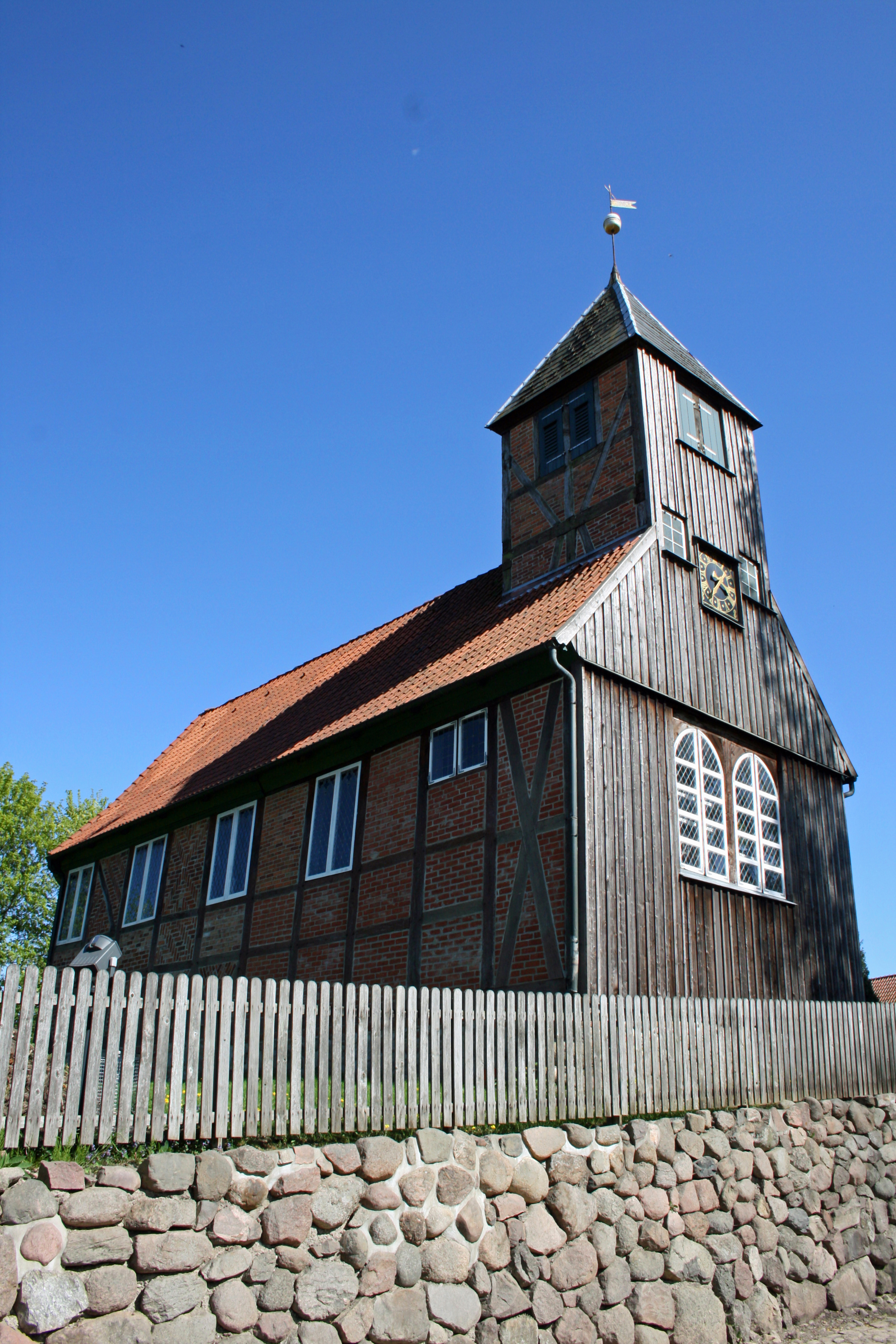
Kirche St. Anna in Niendorf a.d.St.

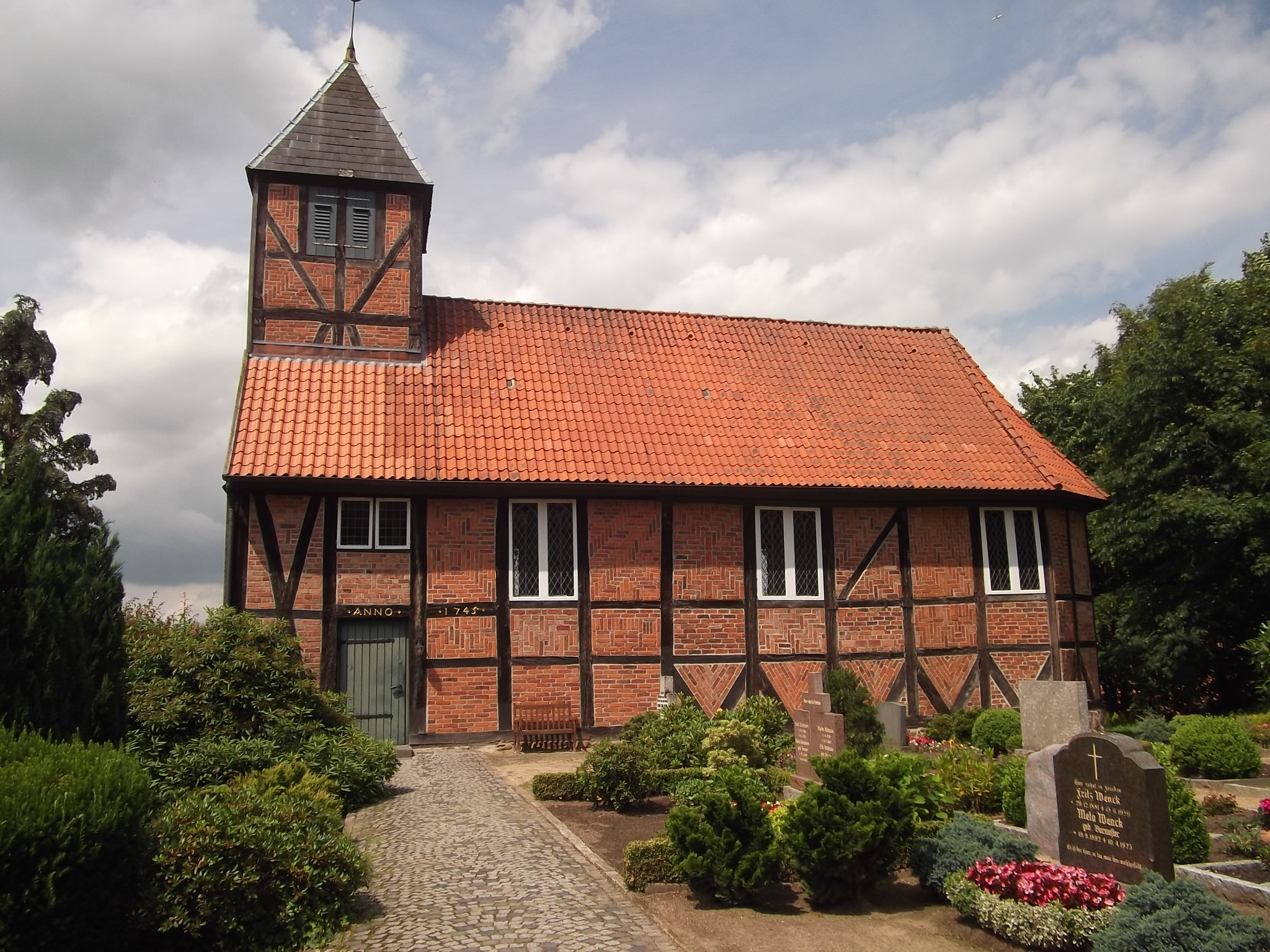
Kirche
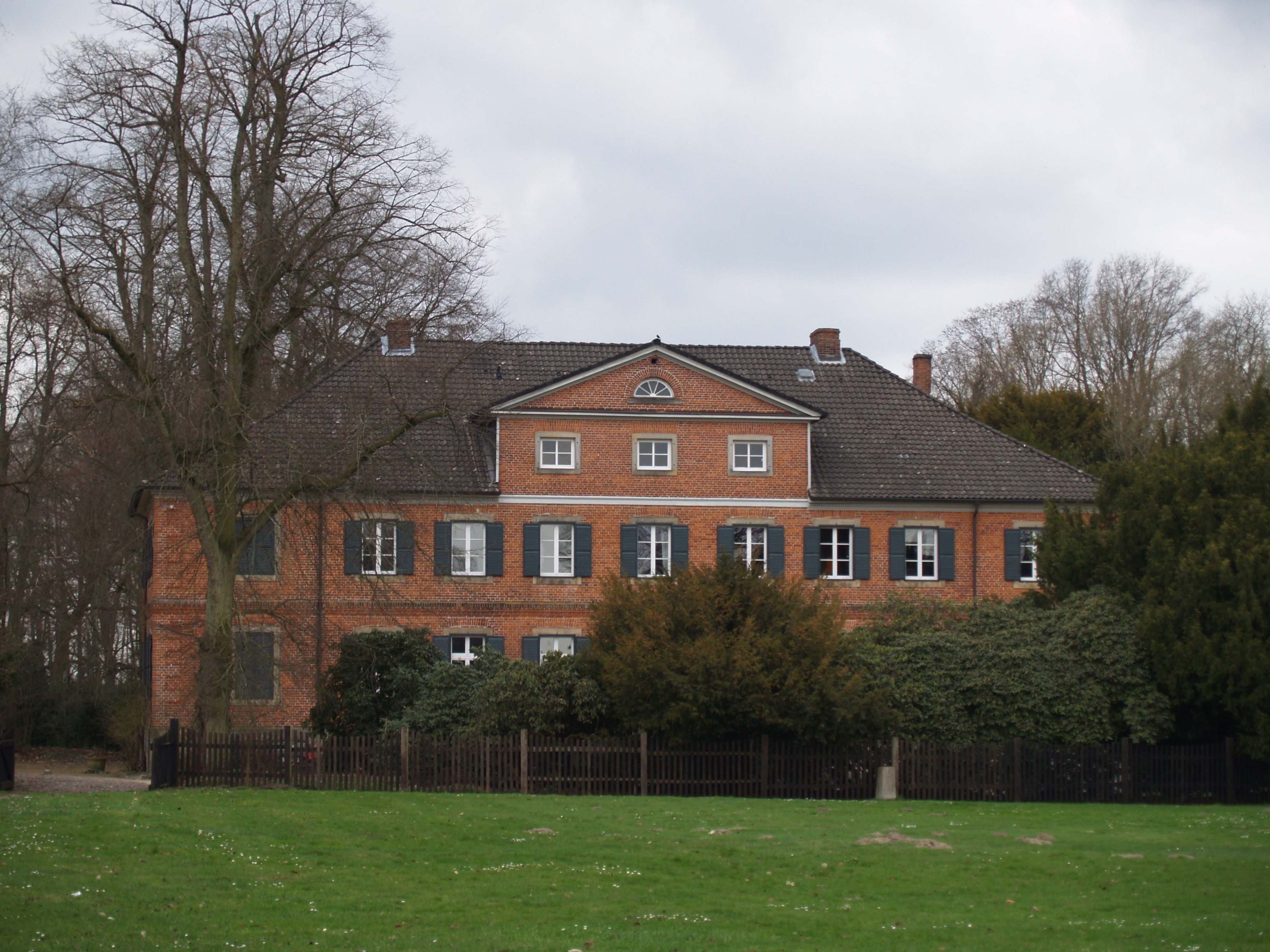
Herrenhaus

## Persönlichkeiten
- Alfred Metzener (1833–1905), Landschaftsmaler und Illustrator
- Heinrich Burmester (1839–1889), Schriftsteller niederdeutscher Mundart
- Mathilde Block (1850–1932), Malerin
- Walther von Hollander (1892–1973), Schriftsteller und Journalist